# Пигмеи Рампасасы
Пигмеи Рампасасы — название группы негритосов, проживающих в посёлке Рампасаса, входящем в состав деревни Ваемулу, расположенной в Манграраи на острове Флорес, Индонезия.
После обнаружения флоресского человека в пещере Лианг Буа в 2003 году утверждалось, что человек флоресский является предком пигмеев Рампасасы.
Генетическое исследование, опубликованное в 2018 году, снижает вероятность того, что пигмеи Рампасасы — потомки флоресского человека.
Однако, поскольку генетического материала флоресского человека не найдено, окончательные выводы пока невозможны.